# 蕭永祺
萧永祺，本名蒲烈，字景纯，金朝史家。辽阳（今辽宁辽阳市）契丹人。
萧永祺年轻时好学，通晓契丹大小字书。金熙宗时，耶律固（又作移剌固）为广宁尹，奉诏译书，他受业门下，进行译述之事。皇统年间，耶律固修《辽史》，未成就去世了，萧永祺继承其业，皇统八年（1148年），《辽史》成书七十五卷，共有纪三十卷、志五卷、传四十卷。后人称为萧永祺《辽史》，后来元朝修《辽史》之后佚失。因上此书，加宣武将军，任太常丞。天德初年，擢左谏议大夫，迁翰林侍讲学士，同修国史，再升为翰林学士。次年，迁翰林学士承旨，想要擢升为尚书左丞，固辞。完颜亮在位时，曾选十人备咨询，独称萧永祺议论宽厚，想要任命他为南京留守，固辞不受，五十七岁去世。